# Dodge
Dodge — американська автомобілебудівна компанія в складі корпорації Крайслер, яка спеціалізується на випуску легкових автомобілів, пікапів, мінівенів та спортивних автомобілів. Штаб-квартира розташована в Гайленд-парку (штат Мічиган).
Сьогодні, разом з легковими автомобілями, під маркою Dodge випускаються також позашляховики, мінівени і пікапи. Логотип компанії Dodge регулярно мінявся, але найчастіше, як і в наш час[коли?] в емблемі фігурувала голова барана. По одній з версій, причиною цьому була одна з моделей Dodge, зігнутий вихлопний колектор якої нагадував виті роги гірського барана.
У складі корпорації Chrysler, Dodge виділяється своїм спортивно-позашляховим іміджем. Легковий асортимент Dodge повністю копіює такі від компаній Chrysler і Plymouth, зате позашляховики фірми випускаються лише під однією маркою. 
Очевидно, завдяки цьому факту, а також безперечній зовнішній привабливості моделей Dakota, Durango і Ram, ім'я Dodge асоціюється з позашляховиками і, звичайно ж, спортивний суперавтомобіль Viper, що випускається як спортивне купе

## Історія

### 1897—1920

Брати Додж

Брати Джон Додж (John Dodge) і Хорес Додж (Horace Dodge) прийшли в автопром задовго до того, як заснували власну автомобілебудівну компанію. Ще в 1897 році вони розпочали виробляти велосипеди у Детройті, а в 1900-му заснували машинобудівний завод, на якому виробляли деталі для автомобілів. Вони поставляли трансмісії для Oldsmobile, в 1903 році допомогли Генрі Форду (Henry Ford) з фінансуванням Ford Motor Company і будували для нього двигуни, а Джон Додж до 1913 року навіть був віцепрезидентом цієї компанії.
Продукція братів Додж завоювала високу оцінку своєю якістю та надійністю. Вирішивши, що пора самим виробляти автомобілі, брати на базі своїх заводів створили в 1913 році фірму, яка так і називалася — «Брати Додж» (Dodge Brothers) і де одними з перших почали виробництво автомобілів із суцільнометалевими кузовами. Невелика фірма, що займалася раніше виробництвом комплектуючих для заводів Форда і «Олдс Мотор», ввібрала всі технологічні новинки того часу, зокрема фордівську технологію стандартизації і потокової збірки (Генрі Форд навіть пред'являв братам судові претензії, втім без успіху).
Перша машина Dodge Brothers, яку пізніше жартівливо прозвали «Старенька Бетсі», покинула завод 14 листопада 1914 року — а слідом за нею до кінця року Доджі провели ще 249 таких самих автомобілів. У кожного з них на верхньому бачку радіатора красувалася фірмова емблема компанії — земна куля, поміщена в центр зірки Давида.
Перший автомобіль мав 3,5-літровий 4-циліндровий мотор в 35 к.с. і позиціонувався як бюджетний, але «справжній» автомобіль, на відміну від популярного, але примітивного Ford T. Та і коштував він всього в півтора рази дорожче. Ця стратегія принесла успіх: недорогі і надійні машини мали хороший попит. До 1919 року продажу Dodge перевищили 100 тисяч екземплярів. У 1916-му Dodge став першим у світі масовим автомобілем з суцільнометалевим кузовом виробництва компанії Budd, який випускався і у відкритому, і в закритому варіантах. З 1917 року під маркою Dodge виготовлялися і вантажівки.
Незабаром армія США замовила компанії Dodge автомобілі для використання в Мексиці в ході військової операції проти полководця Панчо Вілья. 1916 року лейтенант Джордж Паттон (George S Patton) брав участь на автомобілі Dodge у тому, що зараз можна назвати першою «механізованою кавалерією». Компанія Dodge зав'язала міцні взаємини з американською армією, пропонуючи свої автомобілі під девізом «Dependable» (надійні автомобілі).
Машини Dodge/Додж мали великий успіх — у 1915 році їх продали 45 тисяч штук. Наприкінці 1910-х років компанія займала друге місце в США за обсягом виробництва.

### 1920—1930
На вершині успіху брати померли: Джон від пневмонії, Горацій від цирозу печінки.
Статки братів Додж були пристойними — по 20 з гаком мільйонів у кожного. Крім того, спадкоємці братів (а окрім вдів, у них нікого не залишилося), отримали по 50% статутного капіталу. Але обидві вдови підприємницьких талантів не мали, і компанія почала зазнавати збитків.
За 145 мільйонів доларів Dodge викупив консорціум американських банків, що трохи поліпшило його фінансовий стан. 1927 року Dodge запропонував свою першу 6-циліндрову машину марки Senior Six з гідроприводом гальм, що замінила з наступного року всі 4-циліндрові моделі. 1928 року до неї додався дешевший і економічніший автомобіль Victory Six.
Напередодні економічної кризи Dodge знову опинився на межі банкрутства, і його керівництво ухвалило рішення продати компанію висхідній зірці того часу — Волтеру Крайслеру, який тоді будував свою власну автоімперію, скуповуючи всі автозаводи без розбору. У 1928 році концерн Dodge увійшов до складу корпорації Chrysler і автомобіль Dodge став торговою маркою Chrysler. 
З тих пір автомобілі Dodge почали уніфікуватися з продукцією інших членів концерну. Ця уніфікація почалася ще в 1929 році, коли з'явився новий автомобіль Dodge серії Da1, що став копією марки Chrysler. Тут же за ним послідував 8-циліндровий Dodge серії DC з двигуном Chrysler. У 1935 і 1939 роках автомобілі Dodge отримали нові обтічні кузови. У період війни Dodge прославився своїми легкими вантажопасажирськими армійськими машинами підвищеної прохідності.

### 1945—1970
У роки війни вантажівки 1/2 т, 3/4 т Dodge WC54, Dodge WC64 використовувались для амбулаторій.
У перші післявоєнні роки компанія продовжувала випускати трохи змінені моделі, розроблені до 1942 року. 1949 року з'явилися перші нові автомобілі марки Wayfarer, Meadowbrook і Coronet з 6-циліндровим двигуном потужністю 102 к.с. і напівавтоматичною трансмісією.
Coronet, що випускався з перших післявоєнних років, у 1953 році пережив другу молодість завдяки новому сучасному кузову і двигуну V8 з півсферичними камерами згорання, хоча він пропонувався також і зі старим 6-циліндровим мотором. Порівняно з попередніми моделями він виглядав досконалішим. 
Серед гами автомобілів Coronet, що оснащувалися різними кузовами, особливо елегантними виглядали дводверний 5-місцевий кабріолет і аналогічний йому «хардтоп» з жорстким дахом, такий, що мав позначення Diplomat. Був також 5-дверний вантажопасажирський варіант Sierra. Всього за перший рік було виготовлено понад 300 тисяч автомобілів Coronet. З невеликими зовнішніми змінами модель випускалася 3 роки.
З випуском у 1960 році марки Polara і Matador, Dodge перейшов на виробництво автомобілів з несучими кузовами. Одночасно було освоєно серійне виробництво малогабаритного автомобіля марки Dart, а в 1961 році був представлений компактний Lancer з 6-циліндровим мотором об'ємом у 2785 см³. 

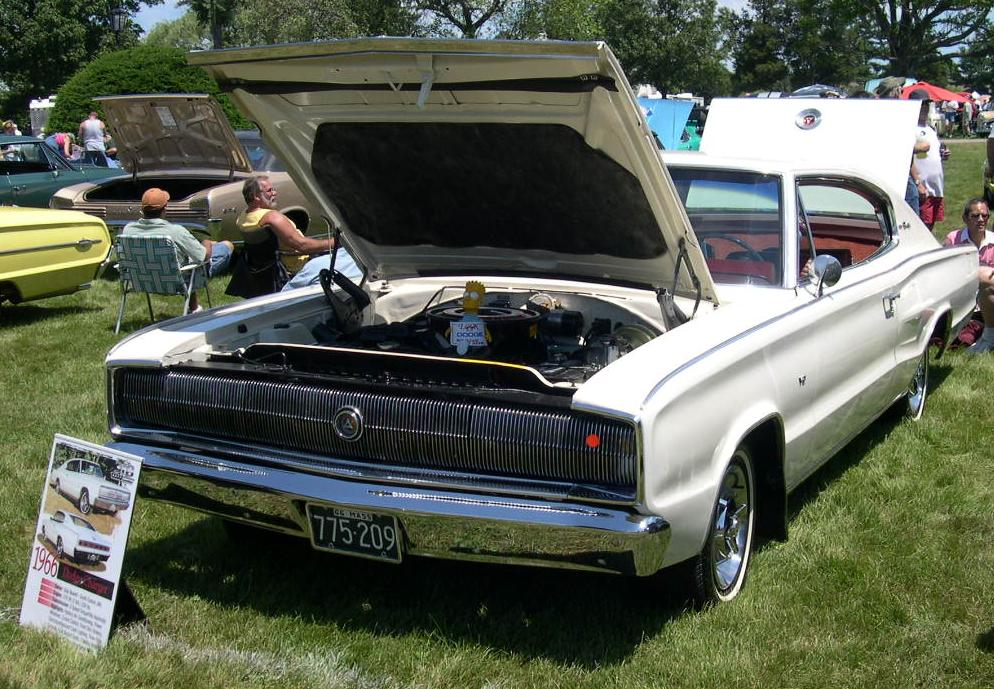
Dodge Charger 1966

Через два роки його змінив ще компактніший Dart. 1966 року була представлена модель Charger з двигуном V8 робочим об'ємом у 5210 см³, а його спортивний варіант оснащувався мотором в 7 л, і розвивав потужність 425 к.с. 1970 року з'явився ще один могутній автомобіль Challenger з 7-літровим мотором. 

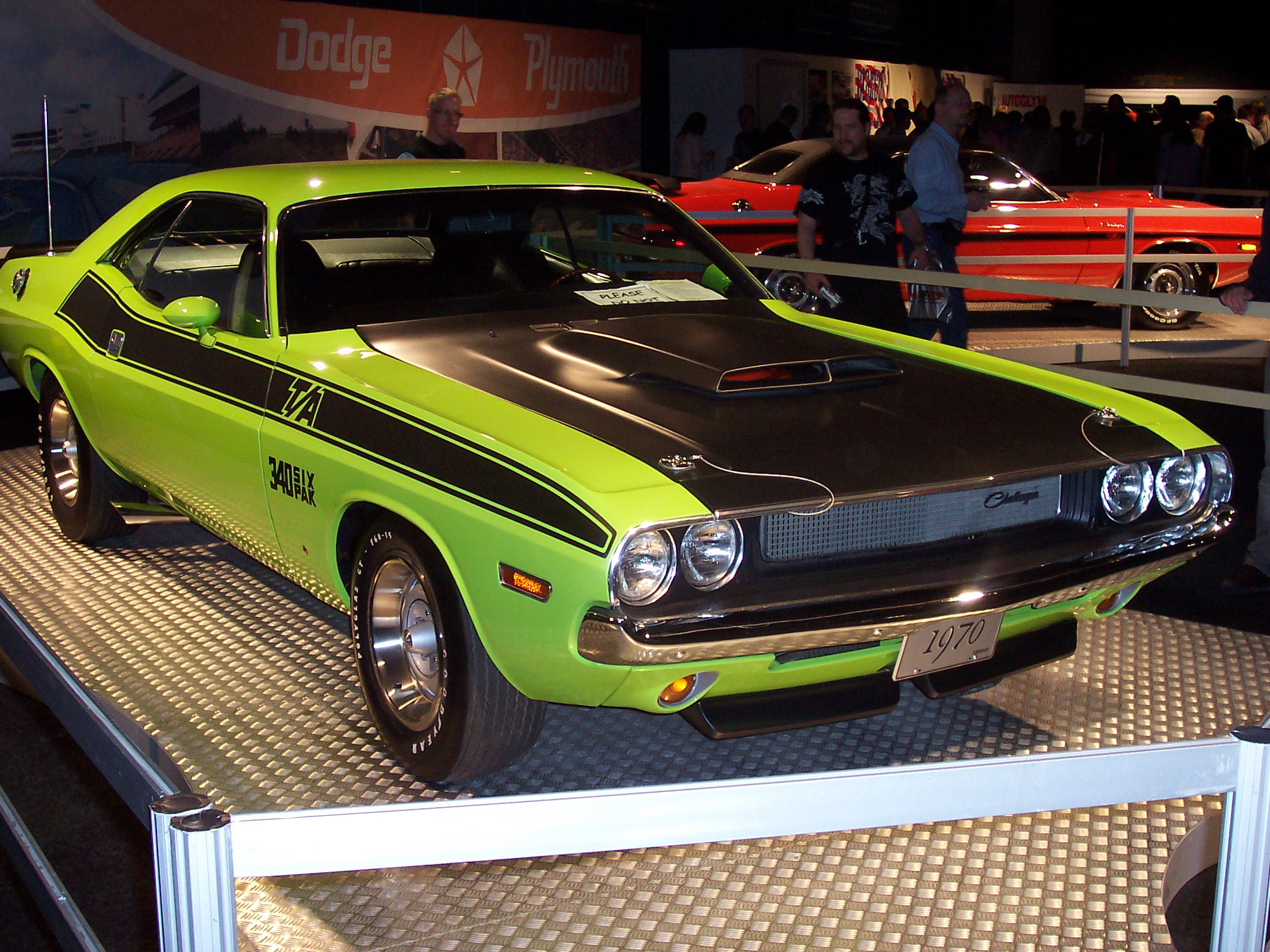
Dodge Challenger 1970

Пізніше новий автомобіль марки Challenger отримав скромніший двигун в 5210 см³. Побачили світло і передньопривідний автомобіль Omni, створений на базі французької Simca Horizon, компактні Aspen і Diplomat на базі Chrysler Le Baron з автоматичною коробкою передач, а також прямий спадкоємець марки Charger — спортивне купе Magnum з різними двигунами V8 потужністю до 200 к.с.
Перша серія автомобілів Charger була виготовлена в 1966 році. Наступного року задню частину автомобіля зробили коротшою, встановили нове заднє скло, на кришці багажника з'явилася аеродинамічна площина, фари розмістили за ґратами радіатора. Все це додало моделі ефектну спортивну зовнішність.
Charger пропонувався з трьома могутніми 8-циліндровими двигунами робочим об'ємом 5211, 6891 і 7210 см³. Покупець міг вибрати як механічну, так і автоматичну коробку передач. Великий попит мала модель з наймогутнішим двигуном Hemi V8 об'ємом 6974 см³ з півсферичними камерами згорання.
Наприклад, модель Dodge Hemi Charger 500 1969 року з цим двигуном, що розвивав потужність 430 к.с., розгін з місця до 96 км/год за 5,7 секунд і легко розвивав максимальну швидкість 217 км/год. Hemi Charger 500 по праву вважався одним з найшвидкісніших серійних автомобілів свого часу. Проте введені незабаром норми на чистоту відпрацьованих газів змусили компанію відмовитися від виробництва особливо потужних двигунів.

### 1980—2008
У 80-і роки Dodge запропонував передньопривідні економічні автомобілі — моделей Shadow з 3- або 5-дверними кузовами, аналогічну Plymouth Sundance, і Aries, що випускалася в декількох варіантах, а також 5-дверний хетчбек Lancer. Американську класику у той час представляв тільки 5,2-метровий Diplomat з мотором V8.

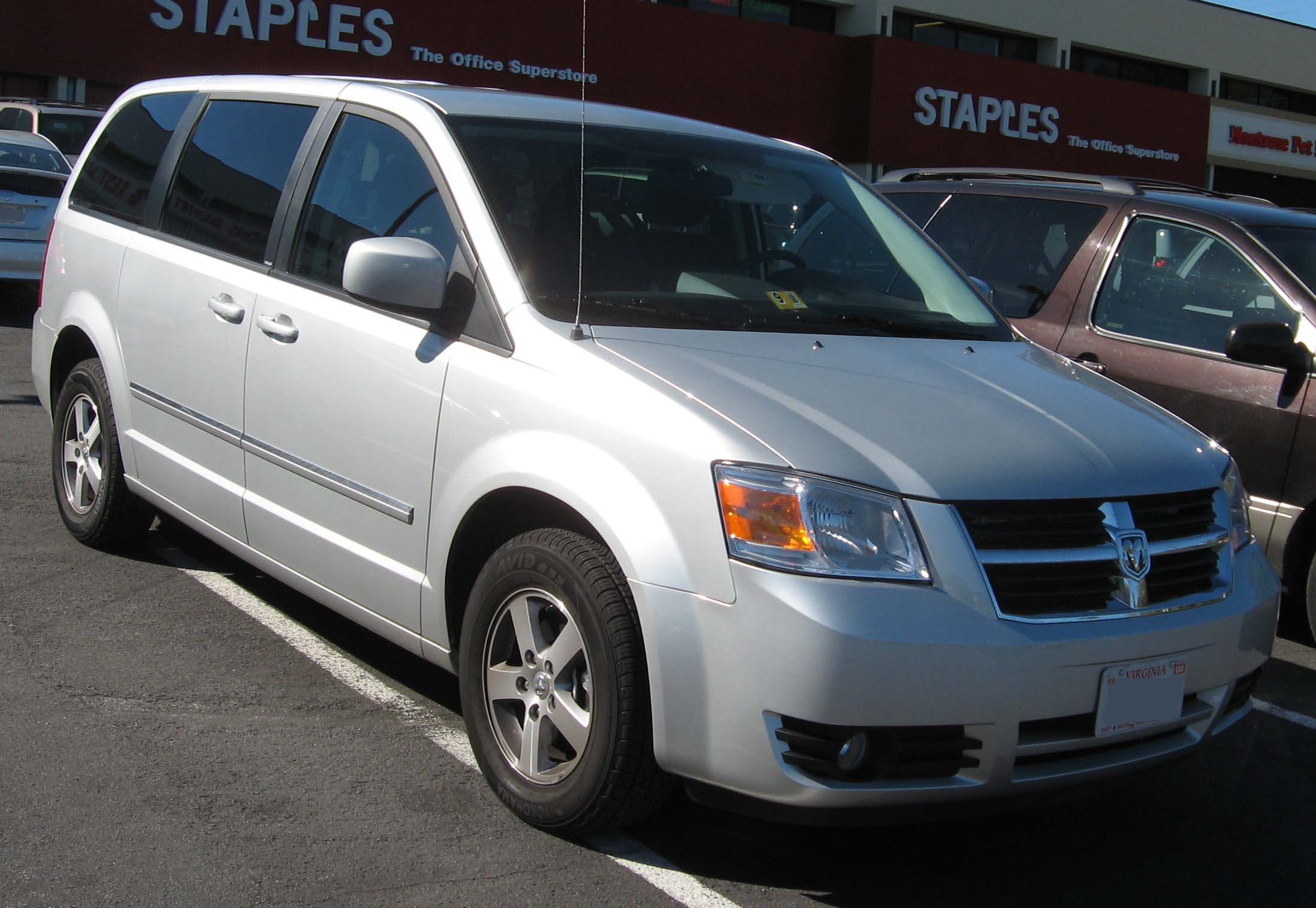
Dodge Grand Caravan 2008

Dodge Caravan, передньопривідний мінівен з поперечно розташованим двигуном, з'явився в асортименті компанії Chrysler у 1984 році і викликав справжній фурор на автомобільному ринку. Цей концепт був унікальним і в той же час настільки практичним, що в короткий час завоював велику кількість шанувальників. До Європи автомобіль поставляється під маркою Chrysler Voyager. Разом з Jeep Grand Cherokee ця модель є найпродаванішим американським автомобілем на європейському континенті. Dodge Caravan це аналог відповідних моделей Chrysler Town & Country і Plymouth Voyager. 

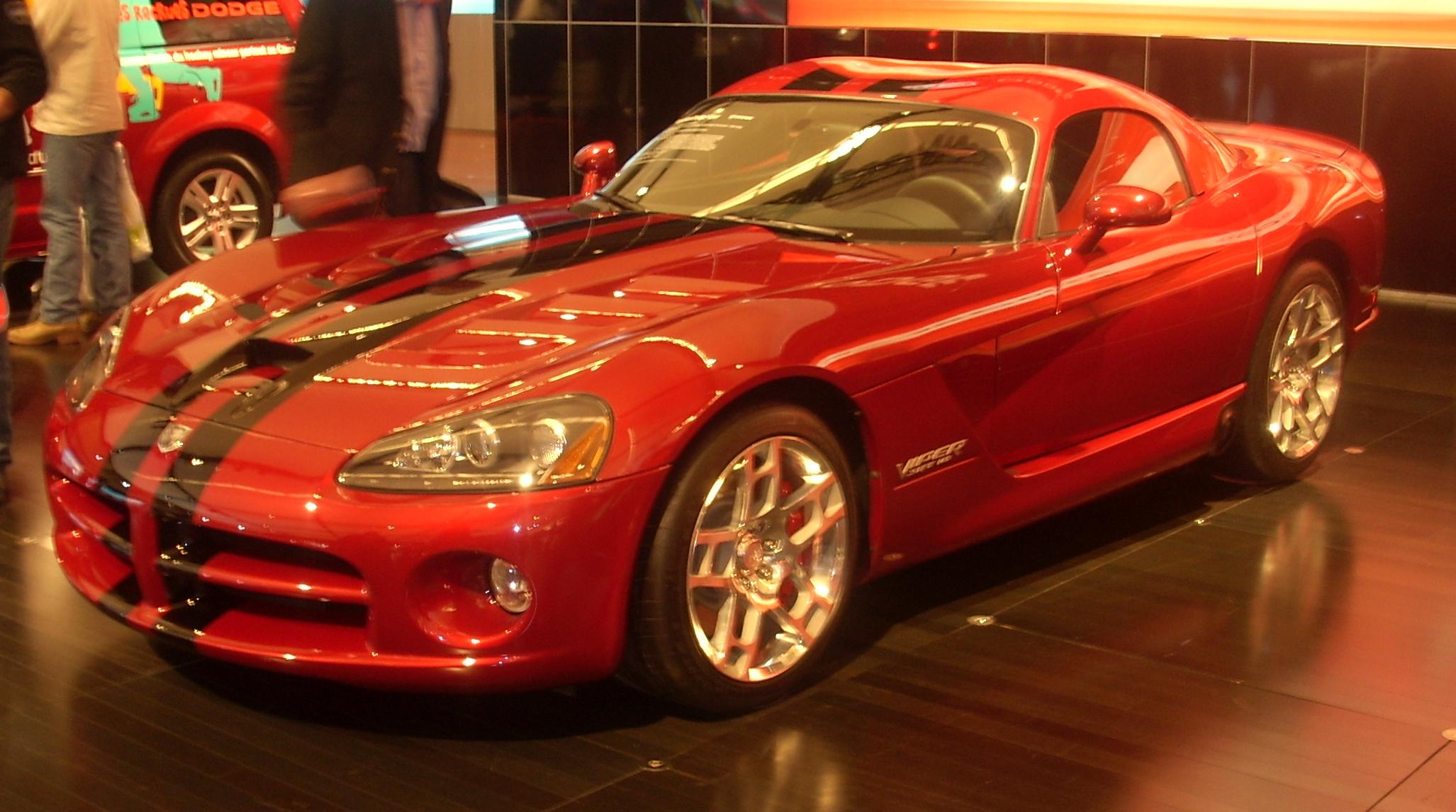
Dodge Viper 2008

Розробка автомобіля Dodge Viper або європейського Chrysler Viper, в 1989 році була санкціонована президентом корпорації Chrysler Бобом Лутцем. Прототип нової марки став зіркою на міжнародному автосалоні в Детройті в 1989 році. Остаточний варіант двомісного родстера Viper Rt10 був готовий в 1991 році.
На ньому встановлений повністю алюмінієвий двигун V10 робочим об'ємом 8 л, розроблений спільно з італійською компанією Lamborghini. Двигун був виконаний в двох варіантах — потужністю 394 к.с. для внутрішнього ринку і 364 к.с. як експортний варіант. До інших особливостей моделі Viper слід віднести механічну 6-ступінчасту коробку передач, повністю незалежну підвіску всіх коліс, центральну трубчасту раму і кузов з композитних матеріалів.
Viper Rt10 став найпотужнішим серійним спортивним автомобілем Америки, крім того він майже повністю збирається вручну.
Випустивши спортивну марку Viper GTS, концерн Chrysler заявив про свої наміри брати активну участь в автоспорті. 
У купе GTS, потужність двигуна збільшилася до 406 к.с. 1997 року вона зросла до 455 к.с. (на експортному варіанті — 384 к.с.), що дозволило підняти максимальну швидкість 290 км/год. Модель випускається невеликими партіями і говорить про величезні потенційні можливості Chrysler і його новаторському підході до проєктування самих незвичайних і досконалих автомобілів.
На автосалоні в Детройті 2000 року показали прототип автомобіля моделі Viper Gts/r з 500-сильним двигуном V10, що розвиває максимальну швидкість 320 км/год.
Компанія Chrysler, випустивши в січні 1992 року автомобілі Dodge Intrepid, змусила багатьох змінити своє відношення до американських автомобілів. Зміна дизайну опісля п'ять років зробила його відмінною від аналога Concord в модельному ряду Chrysler. Сучасні марки доповнює спортивна комплектація Intrepid FVT. У модельному ж ряду Dodge, автомобіль Intrepid є єдиним автомобілем високого класу. 

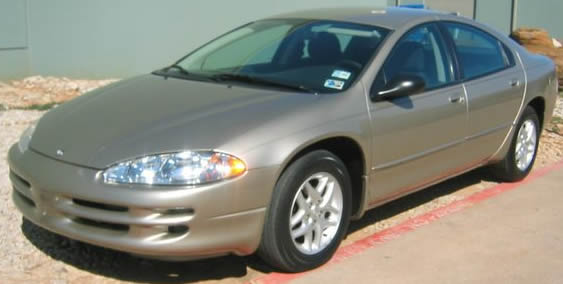
Dodge Intrepid 2004

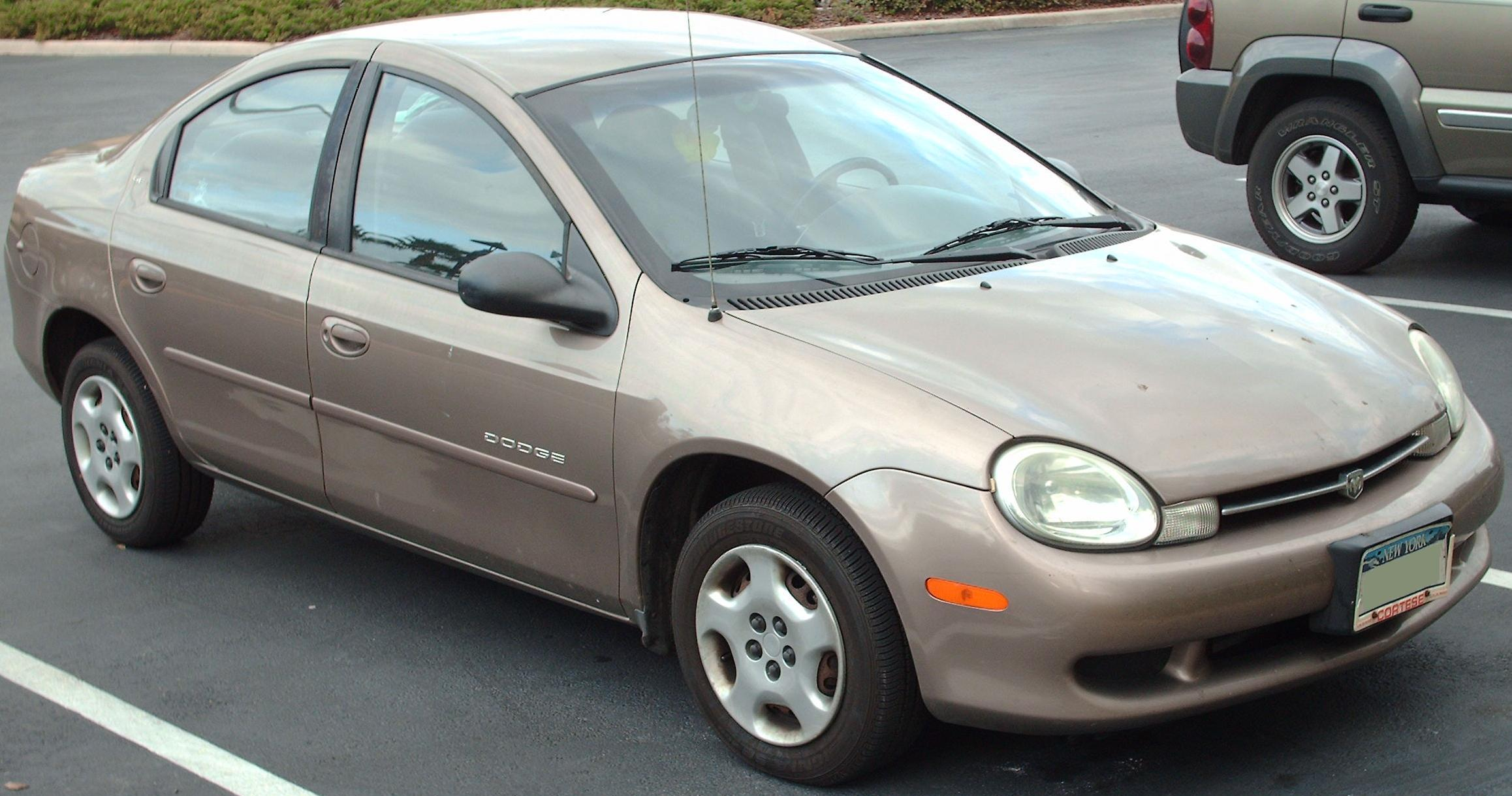
Dodge Neon

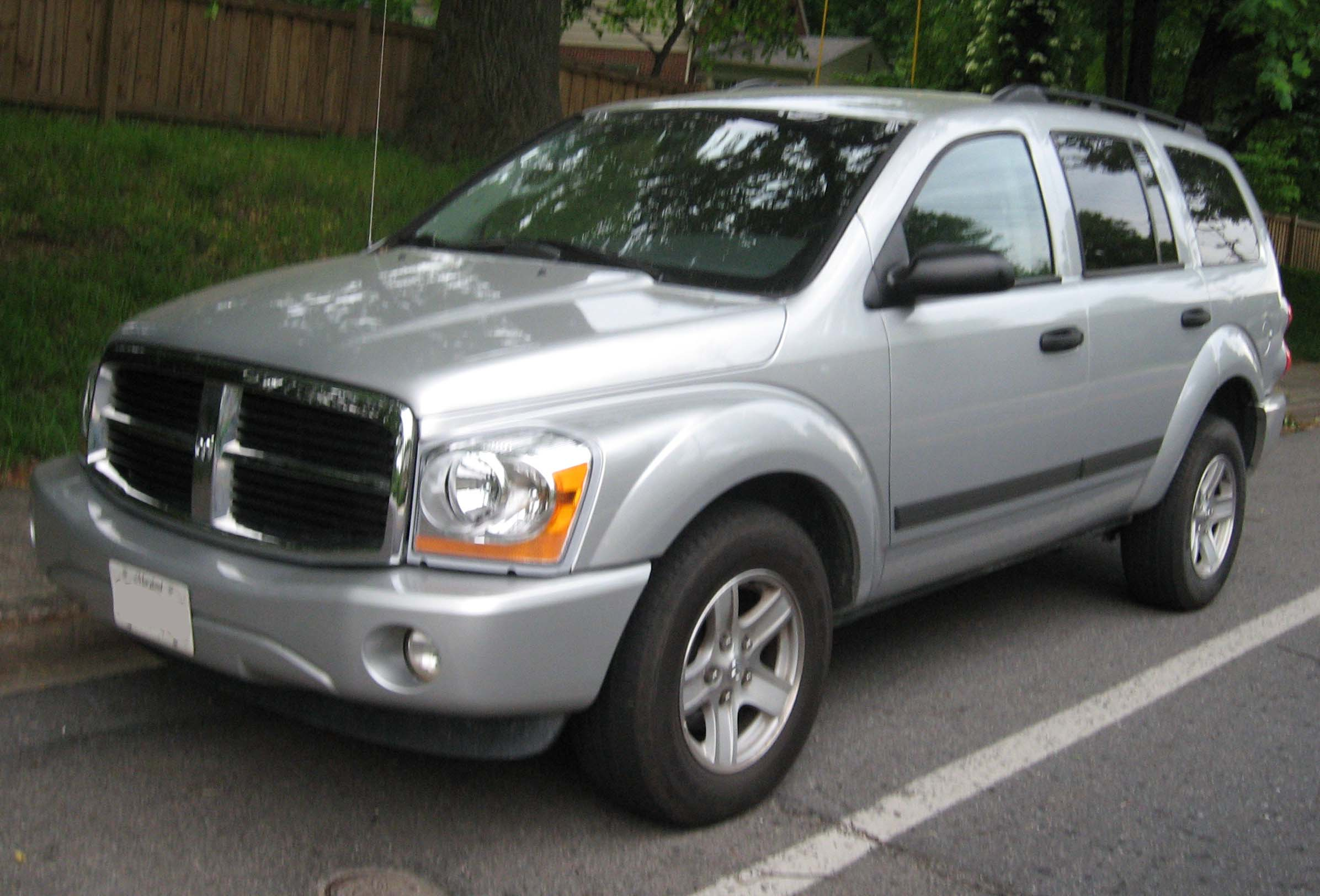
Dodge Durango

Dodge Neon наступник Shadow, передньопривідний седан Golf-класа, вперше показали у Франкфурті-на-Майні в 1993 році. Це був найдешевший автомобіль в асортименті компанії, він був достатньо швидкохідний і комфортабельний. Він оснащувався 2 літровим двигуном і був орієнтований на конкуренцію з японськими автомобілями такого ж класу. Автомобіль має привід на передні колеса і пропонується як 4-дверний седан і 2-дверне купе. Він оснащується рядним 4-циліндровим 2-літровим двигуном з 4 клапанами на циліндр потужністю 132 або 147 к.с.
У Європі він вийшов під маркою Chrysler Neon. У січні 1999 року в Детройті була представлена версія із зміненим дизайном передньої частини і модифікованою підвіскою.
Двомісне передньопривідне купе моделі Dodge Avenger вперше було представлено зимою 1994 року, дебютувало одночасно з Chrysler Sebring і є його конструктивним аналогом.
Автомобіль Dodge Stratus, передньопривідний седан з поперечним розташованим двигуном (наступник моделі Spirit) був вперше як прототип представлений в Детройті і Лос-Анджелесі в січні 1994 року. Дизайн автомобіля вражає цілісністю і закінченістю, і не дарма, адже цей автомобіль, під маркою Chrysler, досить успішно продається в Європі. Прем'єра нових моделей Stratus 2001 модельного року відбулася на автошоу Чикаго зимою 2000 року. З появою цієї марки було вирішено відмовитися від назви Avenger.
Високопотужний і великогабаритний багатоцільовий позашляховик марки Dodge Durango з повним приводом вперше був представлений в січні 1997 року в столиці автосвіту Детройті. Цей комфортабельний джип з могутнім V-образным восьмициліндровим мотором зміг скласти серйозну конкуренцію популярному Jeep Grand Cherokee. Це найпотужніший позашляховик Північної Америки.

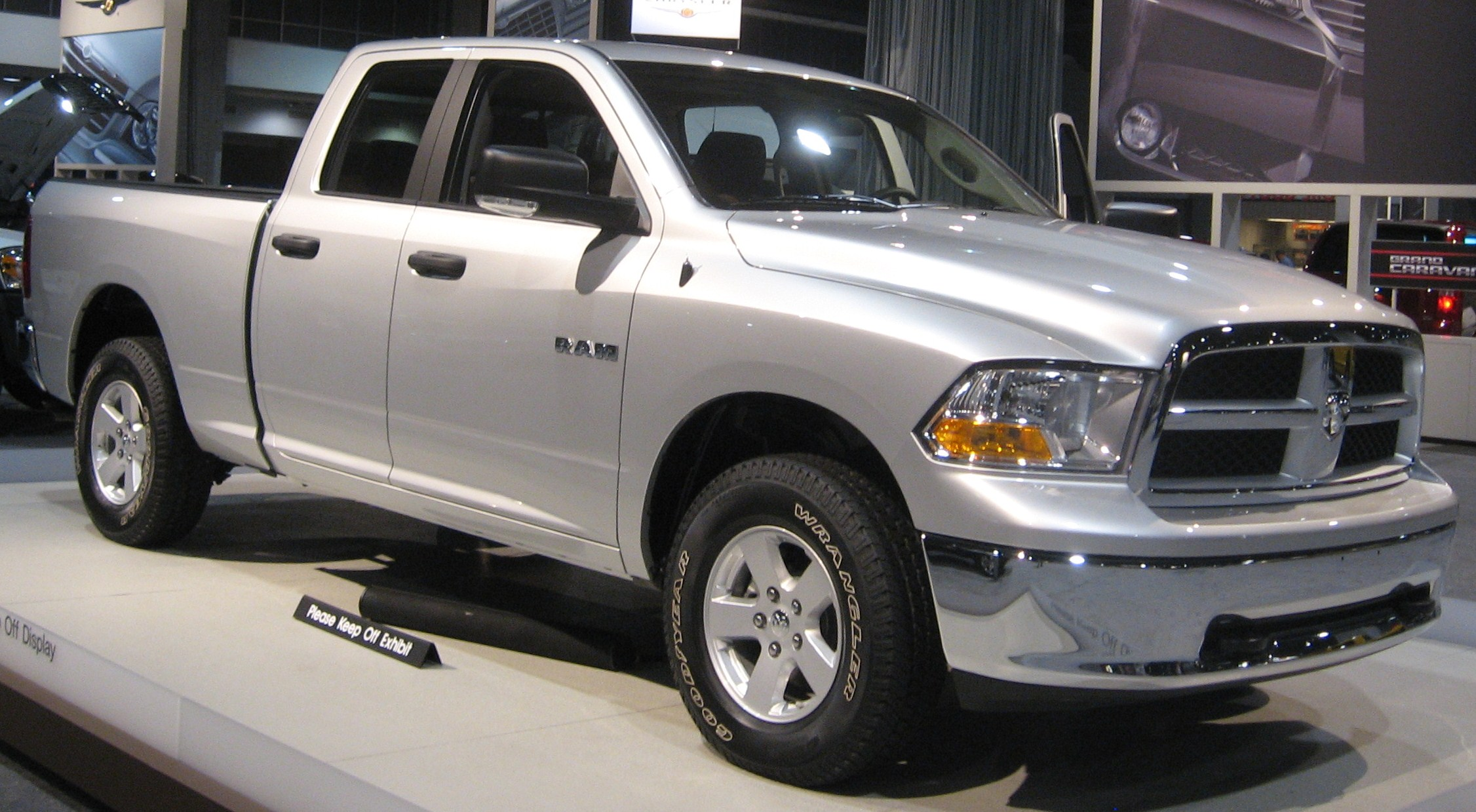
Dodge Ram 2009

Дуже успішно просуваються на ринку пікапи Dakota, що випускаються вантажним відділенням компанії, і в 1996 році що завоювали титул «спортивної вантажівки року». З 1997 року починається випуск другого покоління автомобілів Dodge Dakota. Створений на жорсткій лонжеронной рамі, ця марка конкурує з грандом жанру Ford F-150. Напористий могутній кузов з виразними підштампуваннями на дверях і бічних панелях ясно говорить про характер автомобіля.

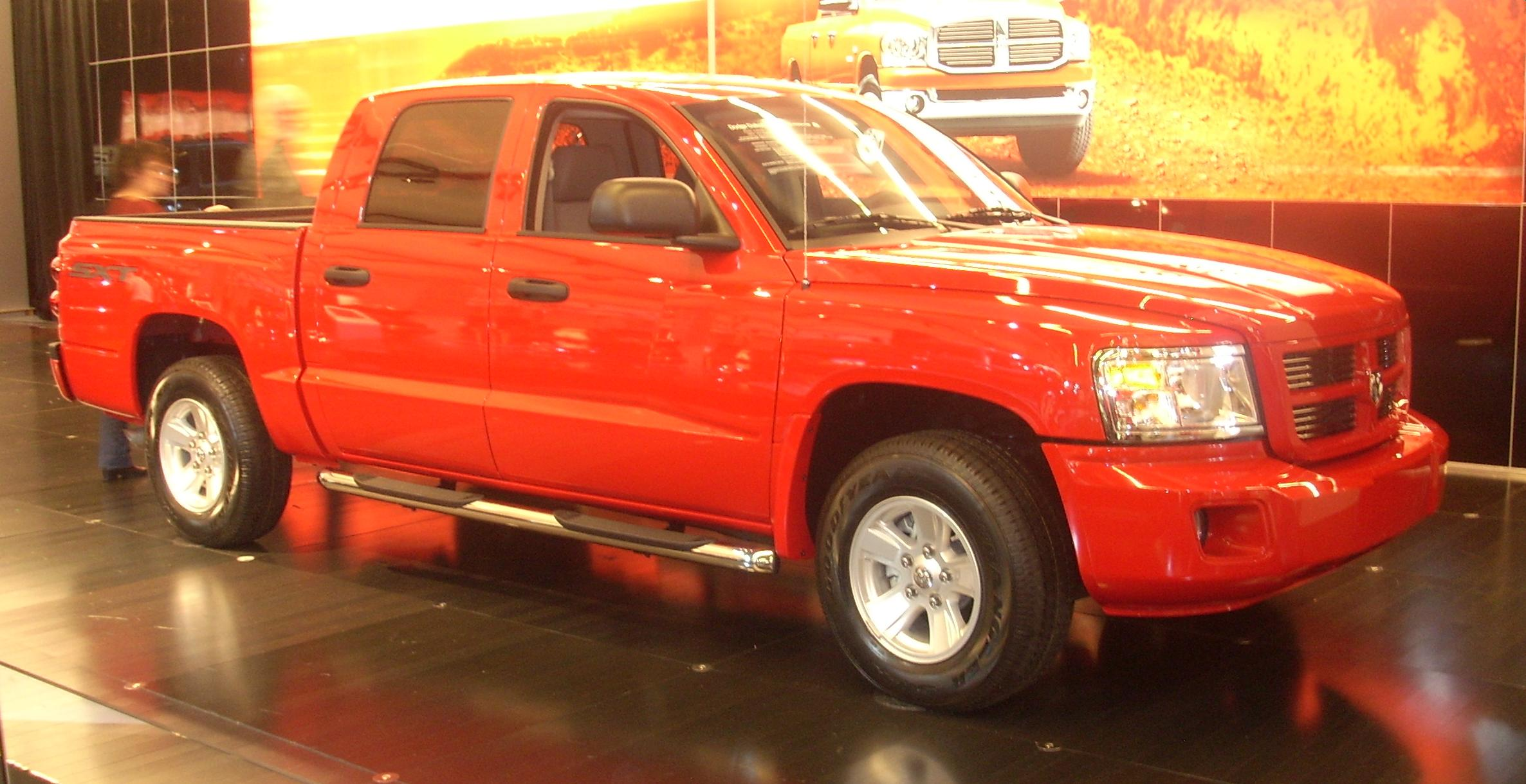
Dodge Dakota

Тільки у США і Канаді за підсумками 1999 року було випущено 1561,4 тис. різних автомобілів Dodge. Близько 1080 тис. одиниць з них склали легкові марки Neon, Stratus, Avenger, Intrepid, Caravan, Durango і Viper.
Істотне оновлення асортименту Dodge в 2001 році почалося з появи нових моделей Stratus і Stratus Coupe (заміна моделі Avenger), мінівени Caravan/Grand Caravan, а також декілька спортивних модифікацій під індексом R/t. А також оновлення позашляховика Durango. 
На автосалоні в Чикаго дебютував повнорозмірний пікап марки Dodge Ram нового покоління. Автомобіль Ram попереднього покоління з'явився в 1993 році і став справжнім одкровенням в дизайні і формоутворенні повнорозмірних пікапів. Досі він носить неофіційне звання найсимпатичнішої і стильнішої легкої вантажівки в США. Пікапи, що неодноразово модернізувалися відтоді, моделей Ford і Chevrolet так і не змогли перевершити компанію Dodge по красі і лаконічності дизайну.

### 2009—сьогодні

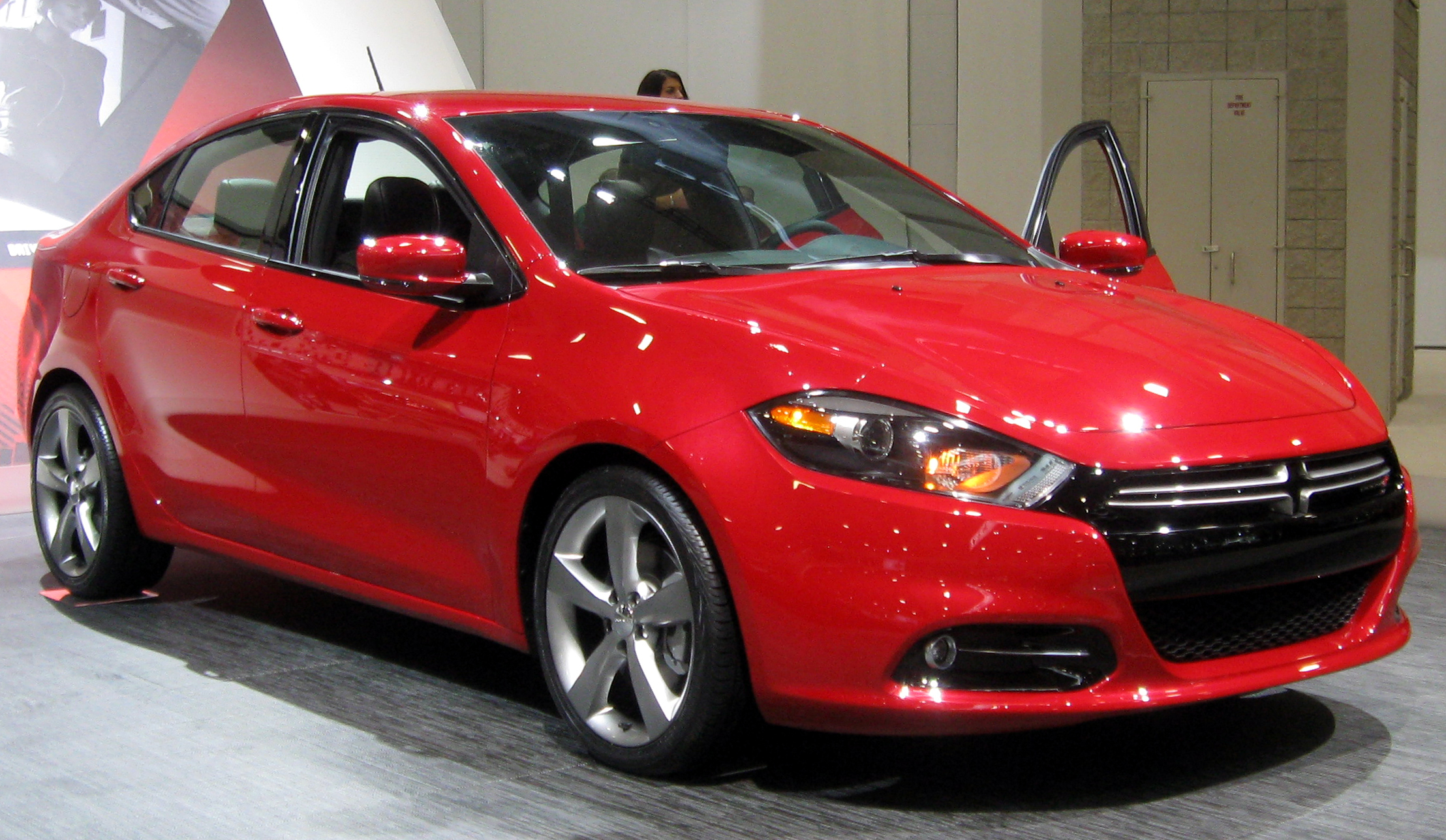
Dodge Dart

10 червня 2009 року італійський автовиробник Fiat уклав партнерство з Chrysler під керівництвом Серджіо Маркіонне, разом з UAW та урядом США, щоб створити Chrysler Group LLC, з якою Dodge залишився повністю інтегрованим. Зі свого боку, уряд США надав понад 6 мільярдів доларів у вигляді позик під 21%, що називається «мостовим кредитом» або «рятувальною позикою». Новостворена компанія повністю погасила цю позику, рефінансувавши іпотеку, щоб знизити процентну ставку в кілька разів до 6%. Вони повністю погасили позику з відсотками уряду США 24 травня 2011 року, на цілих п'ять років раніше. UAW, будучи партнерами протягом усього процесу, отримала хороші виплати, перевищивши 3,9 мільярда доларів у 2013 році, оскільки план Серджіо щодо повної консолідації продовжувався за графіком. Це дозволило Chrysler LLC повністю об'єднатися з Fiat, щоб у 2014 році створити FCA, Fiat Chrysler Automobiles. Об'єднана компанія буде базуватися в Лондоні.
У 2013 році Dodge знову представив компактний автомобіль на базі дизайну Alfa Romeo під назвою Dart. Це була перша нова модель Dodge, випущена під егідою FCA.
6 травня 2014 року FCA оголосила про масштабну реструктуризацію, в рамках якої Dodge зосередиться виключно на спортивних автомобілях і займе місце в лінійці FCA між Chrysler (який переходить на нижчий ринок, на масові автомобілі) та перезапущеною Alfa Romeo (яка повертається до Північної Америки після 20-річної перерви). (Серед американської преси це порівнюють із багаторічним позиціонуванням Chevrolet та Pontiac у General Motors до поступового припинення виробництва Pontiac у 2010 році.) В рамках реструктуризації Dodge припинить випуск Dodge Grand Caravan (після 32 років) та Dodge Avenger без заміни, водночас випустивши спортивний субкомпактний автомобіль нижче Dart у 2018 році. Крім того, хоча підрозділ Ram Trucks залишиться окремим (хоча Dodge Durango продовжить вироблятися як Dodge), підрозділ SRT було знову об'єднано з Dodge.
8 липня 2020 року FCA оголосила, що Dodge переключить свою увагу на бренд спортивних автомобілів, пропонуючи три основні бренди: Charger, Challenger та Durango, починаючи з 2021 модельного року. Виробництво моделей Journey та Grand Caravan було закінчено після 2020 модельного року. 

## Модельний ряд
| Год  | Модель |
| ---- | --- |
| 1914 | Modell 30-35 |
| 1915 | Modell 30-35 |
| 1916 | Modell 30-35 |
| 1917 | Modell 30 |
| 1918 | Modell 30 |
| 1919 | Modell 30 |
| 1920 | Modell 30 |
| 1921 | Modell 30 |
| 1922 | Modell 30, Serie 116 |
| 1923 | Serie 116 |
| 1924 | Serie 116 |
| 1925 | Serie 116 |
| 1926 | Serie 126 |
| 1927 | Serie 126/124, Fast Four 128/129, Senior 2249 |
| 1928 | Fast Four 128 /129, J-Serie, M-Serie, Senior 2249/2251/2252, S-Serie, Standard 140/141, Victory 130/131                                                 |
| 1929 | DA-Serie, DB-Serie, J-Serie, M-Serie, S-Serie |
| 1930 | DA-Serie, DB-Serie, DC-Serie, DD-Serie |
| 1931 | DC-Serie, DD-Serie, DG-Serie, DH-Serie |
| 1932 | DC-Serie, DD-Serie, DG-Serie, DH-Serie, DK-Serie, DL-Serie                                                                                              |
| 1933 | DO-Serie, DP-Serie |
| 1934 | DR-Serie, DRXX-Serie, DS-Serie |
| 1935 | New Value DU-Serie |
| 1936 | Beauty Winner D2-Serie |
| 1937 | D5-Serie |
| 1938 | D8-Serie |
| 1939 | Luxury Liner D11-Serie |
| 1940 | Luxury Liner Deluxe D14-Serie, Luxury Liner Special D17-Serie                                                                                           |
| 1941 | Custom D19-Serie, Deluxe D19-Serie |
| 1942 | Custom D22-Serie, Deluxe D22-Serie |
| 1946 | Custom D24C-Serie, Deluxe D24S-Serie |
| 1947 | Custom D24C-Serie, Deluxe D24S-Serie |
| 1948 | Custom D24C-Serie, Deluxe D24S-Serie |
| 1949 | Coronet D30-Serie, Wayfarer D29-Serie |
| 1950 | Coronet D34-Serie, Wayfarer D33-Serie |
| 1951 | Coronet D42-Serie, Meadowbrook D42-Serie, Wayfarer D41-Serie                                                                                            |
| 1952 | Coronet D42-Serie, Meadowbrook D42-Serie, Wayfarer D41-Serie                                                                                            |
| 1953 | Coronet D46/D48-Serie, Meadowbrook D46/D47-Serie |
| 1954 | Coronet D51/D52/D53-Serie, Meadowbrook D50/D51-Serie, Royal D50/D53-Serie                                                                               |
| 1955 | Coronet D55/D56-Serie, Custom Royal D55-Serie, La Femme, Royal D55-Serie                                                                                |
| 1956 | Coronet D62/D63-Serie, Custom Royal D63-Serie, La Femme, Royal D63-Serie                                                                                |
| 1957 | Coronet D66/D72-Serie, Custom Royal D67-Serie, Royal D67-Serie                                                                                          |
| 1958 | Coronet, Custom Royal, Royal |
| 1959 | Coronet, Custom Royal, Royal |
| 1960 | Matador, Phoenix, Pioneer, Polara, Seneca |
| 1961 | Lancer, Phoenix, Pioneer, Polara, Seneca |
| 1962 | Custom 880, Dart 330, Dart 440, Lancer 170, Lancer 770, Polara 500                                                                                      |
| 1963 | 330, 440, 880, Custom 880, Dart 170, Dart GT, Polara, Polara 500                                                                                        |
| 1964 | 330, 440, 880, Custom 880, Dart 170, Dart GT, Polara |
| 1965 | Coronet, Coronet 440, Coronet 500, Custom 880, Dart 170, Dart 270, Monaco, Polara                                                                       |
| 1966 | Charger, Coronet, Coronet 440, Coronet 500, Dart, Dart GT, Monaco                                                                                       |
| 1967 | Charger, Coronet Deluxe, Coronet 440, Coronet 500, Coronet R/T, Dart, Dart 270, Dart GT, Monaco, Monaco 500, Polara                                     |
| 1968 | Charger, Charger R/T, Coronet Deluxe, Coronet 440, Coronet 500, Coronet R/T, Dart, Dart 270, Dart GT, Monaco, Monaco 500, Polara, Polara 500, Super Bee |
| 1969 | Charger, Coronet Deluxe, Coronet 440, Coronet 500, Coronet R/T, Dart, Dart GT, Dart Swinger, Monaco, Polara, Super Bee                                  |
| 1970 | Challenger, Charger, Coronet Deluxe, Coronet 440, Coronet 500, Coronet R/T, Dart, Dart Custom, Polara, Polara Custom, Super Bee                         |
| 1971 | Challenger, Charger, Colt, Coronet, Coronet Brougham, Coronet Crestwood, Dart, Demon, Monaco, Polara, Super Bee                                         |
| 1972 | Challenger, Charger, Colt, Coronet, Dart, Demon, Monaco, Polara                                                                                         |
| 1973 | Challenger, Charger, Colt, Coronet, Dart, Dart Sport, Monaco, Polara                                                                                    |
| 1974 | Challenger, Charger, Colt, Coronet, Dart, Dart Sport, Monaco                                                                                            |
| 1975 | Charger, Colt, Coronet, Dart, Dart Sport, Monaco |
| 1976 | Aspen, Colt, Coronet, Dart, Monaco |
| 1977 | Aspen, Colt, Diplomat, Monaco |
| 1978 | Aspen, Colt, Diplomat, Magnum, Monaco, Omni |
| 1979 | Aspen, Colt, Diplomat, Magnum, Omni, St. Regis |
| 1980 | Aspen, Colt, Diplomat, Mirada, Omni, St. Regis |
| 1981 | Aries, Colt, Diplomat, Mirada, Omni, St. Regis |
| 1982 | 400, Aries, Colt, Diplomat, Mirada, Omni |
| 1983 | 400, 600, Aries, Charger, Colt, Diplomat, Mirada, Omni                                                                                                  |
| 1984 | 600, Aries, Charger, Colt, Colt Vista, Conquest, Daytona, Diplomat, Lancer, Omni                                                                        |
| 1985 | 600, Aries, Charger, Colt, Colt Vista, Conquest, Daytona, Diplomat, Lancer, Omni                                                                        |
| 1986 | 600, Aries, Charger, Colt, Colt Vista, Conquest, Daytona, Diplomat, Lancer, Omni                                                                        |
| 1987 | 600, Aries, Charger, Colt, Colt Vista, Daytona, Diplomat, Lancer, Omni, Shadow                                                                          |
| 1988 | 600, Aries, Colt, Colt Vista, Daytona, Diplomat, Dynasty, Lancer, Omni, Shadow                                                                          |
| 1989 | Aries, Colt, Colt Vista, Daytona, Diplomat, Dynasty, Lancer, Omni, Shadow, Spirit                                                                       |
| 1990 | Colt, Colt Vista, Daytona, Dynasty, Monaco, Omni, Shadow, Spirit                                                                                        |
| 1991 | Colt, Colt Vista, Daytona, Dynasty, Monaco, Shadow, Spirit, Stealth                                                                                     |
| 1992 | Colt, Colt Vista, Daytona, Dynasty, Monaco, Shadow, Spirit, Stealth, Viper                                                                              |
| 1993 | Colt, Colt Vista, Daytona, Dynasty, Intrepid, Shadow, Spirit, Stealth, Viper                                                                            |
| 1994 | Colt, Colt Vista, Daytona, Intrepid, Shadow, Spirit, Stealth, Viper                                                                                     |
| 1995 | Avenger, Intrepid, Neon, Spirit, Stealth, Stratus, Viper                                                                                                |
| 1996 | Avenger, Intrepid, Neon, Stealth, Stratus, Viper |
| 1997 | Avenger, Intrepid, Neon, Stratus, Viper |
| 1998 | Avenger, Intrepid, Neon, Stratus, Viper |
| 1999 | Avenger, Intrepid, Neon, Stratus, Viper |
| 2000 | Avenger, Intrepid, Neon, Stratus, Viper |
| 2001 | Avenger, Intrepid, Neon, Stratus, Viper |
| 2002 | Avenger, Brisa, Intrepid, Neon, Stratus, Viper |
| 2003 | Avenger, Brisa, Intrepid, Neon, Stratus, Viper |
| 2004 | Avenger, Brisa, Intrepid, Magnum, Neon, Stratus, Viper                                                                                                  |
| 2005 | Avenger, Brisa, Magnum, Neon, Stratus, Viper |
| 2006 | Avenger, Brisa, Caliber, Charger, Magnum, Stratus, Viper                                                                                                |
| 2007 | Avenger, Brisa, Caliber, Charger, Magnum, Viper |
| 2008 | Avenger, Brisa, Caliber, Challenger, Charger, Magnum, Viper                                                                                             |
| 2009 | Avenger, Brisa, Caliber, Challenger, Charger, Viper |

## Концепти
- Dodge Hornet (2006)
- Dodge Rampage (2006)
- Dodge Challenger (2006)
- Dodge Scooter (2005)
- Dodge Nitro (2005)
- Dodge Caliber (2005)
- Dodge Sling Shot (2004)
- Dodge Magnum SRT-8 (2003)
- Dodge Tomahawk (2003)
- Dodge Durango Hemi (2003)
- Dodge Kahuna and Avenger (2003)
- Dodge Neon SRT (2002)
- Dodge M80 (2002)
- Dodge Razor (2002)
- Dodge PowerBox (2001)
- Dodge Charger (1999)
- Dodge Intrepid ESX (1999)
- Dodge Copperhead (1997)
- Dodge Polycar (1980)
- Dodge M4S (1984)